# Histoire du droit en France

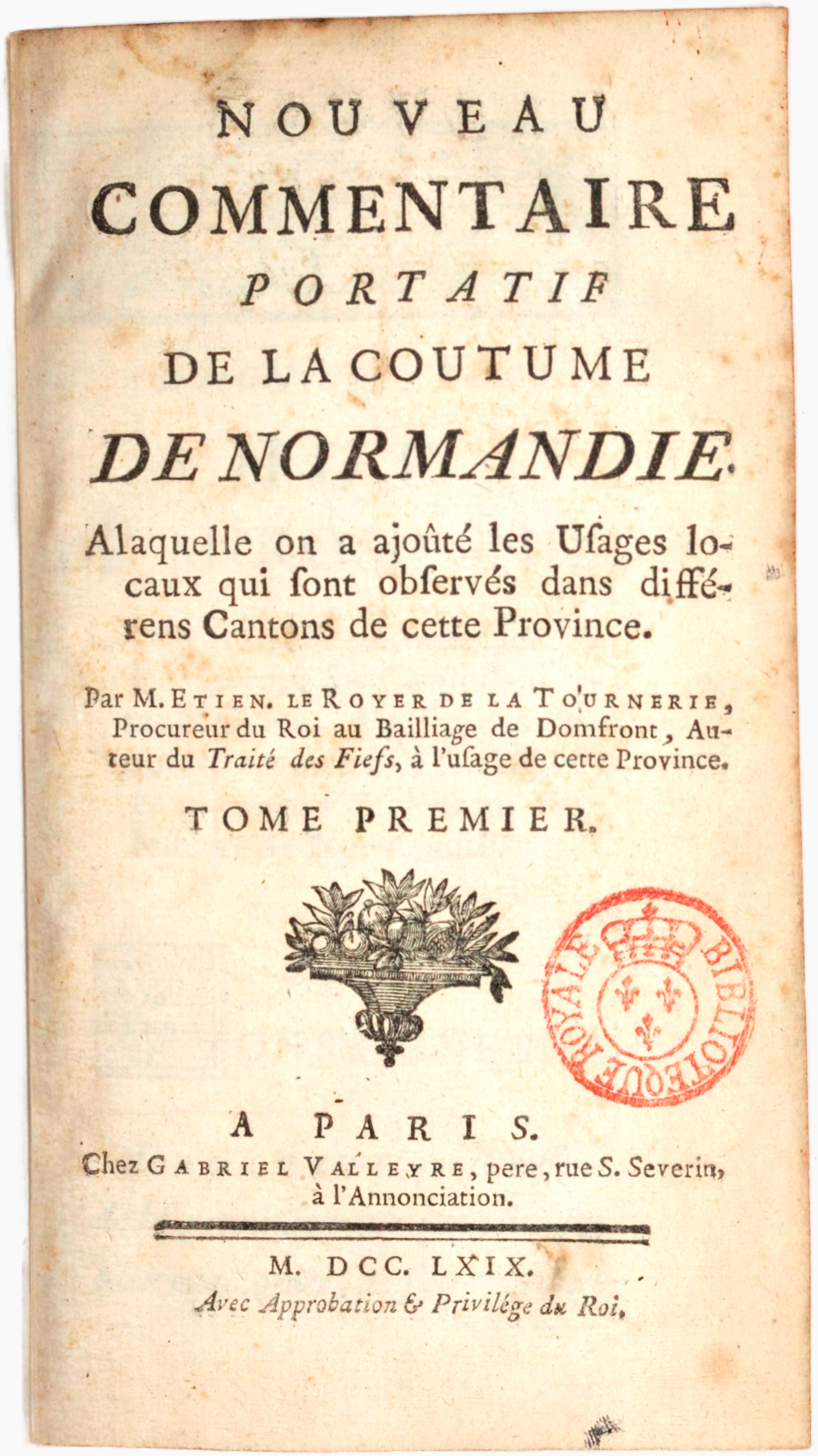
Un commentaire de la Coutume de Normandie par Étienne Le Royer de la Tournerie datant de 1778.

L'histoire du droit en France est l’étude de l'évolution de règles écrites et orales de la société française, et la connaissance de l'établissement de ses lois et de ses institutions. L'histoire du droit en France, en tant que corpus de connaissances de cette évolution mais également de sources juridiques, s'est constituée de manière progressive depuis l'Ancien Régime que des juristes se sont penchés sur l'origine du droit établi en France, notamment pour justifier la suprématie de la justice royale sur les justices particulières, d'origine féodale notamment. L'histoire du droit en France, en tant que discipline, étudie le mouvement progressif de transformation des règles juridiques française, de la jurisprudence qui l'accompagne et des institutions qui la génère et la font respecter.
La rupture issue de la Révolution de 1789 et l'institution du Code Napoléon de 1804 ont marqué un tournant décisif dans l'histoire du droit en France, avec la suppression progressive de nombreuses institutions d'origine médiévale et modernes. Sous l'Ancien Régime, le « droit français » ne s'appliquait pas de façon uniforme sur tout le territoire puisqu'il différait d'une province à l'autre. Le système juridique de l'Ancien Régime, désigné sous le nom d'« ancien droit », était notamment marqué par la coexistence de pays de droit coutumier (parfois partiellement codifié : Coutume de Paris, de Normandie ou encore d'Auvergne) et les pays de droit écrit. La distinction d'ordre fiscal entre les pays d'élection et pays d'états s'ajoutait à ce premier découpage. Seul le droit canonique paraissait s'appliquer partout en matière religieuse.

## Historiographie
Au XIXe siècle et au début du XXe siècle en France, des manuels scolaires et des enseignements de droit ont construit une vision nationaliste de l'histoire du droit français, présentée comme une succession d'étapes dans une évolution vers son état actuel. Beaucoup des aspects de cette présentation ont été remis en cause au XXIe siècle.

## Le droit médiéval

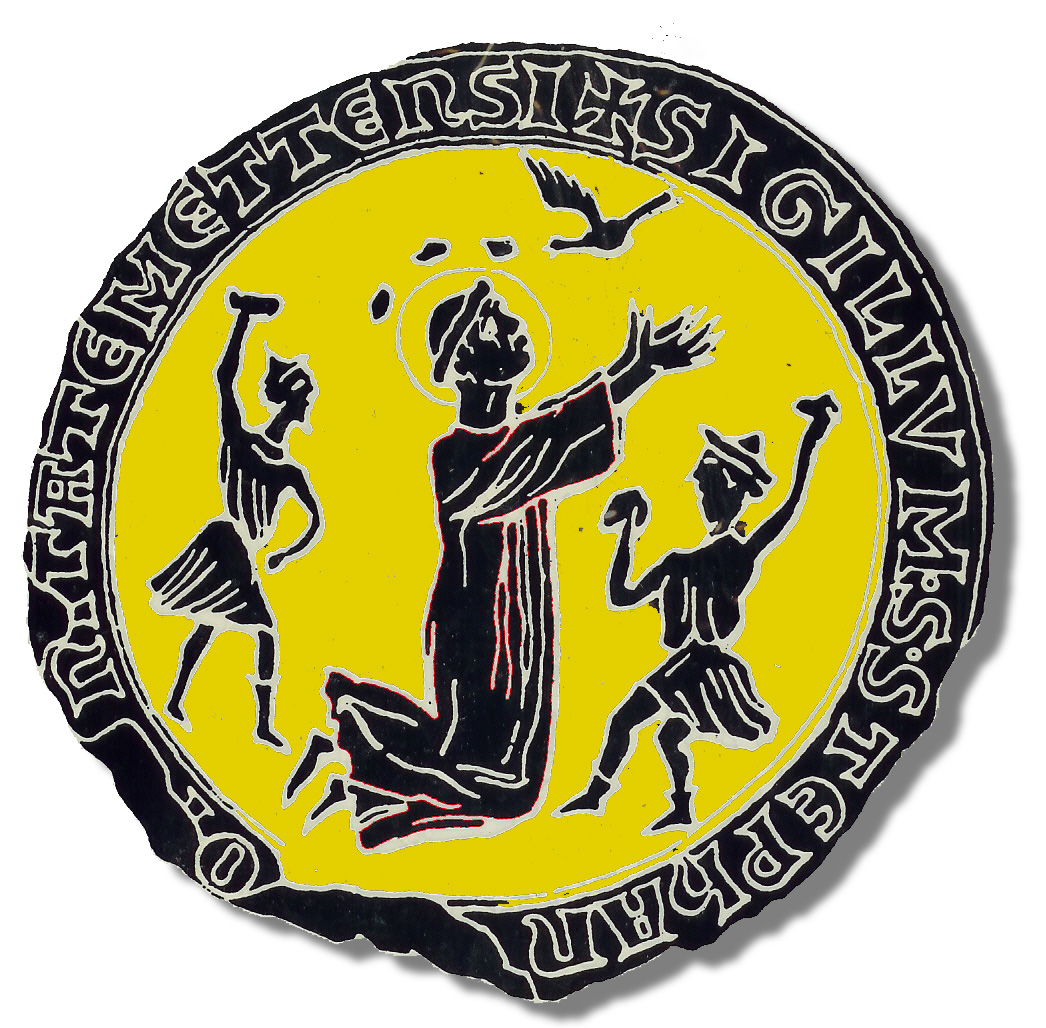
Premier sceau de la ville de Metz. Les villes au Moyen Âge disposaient d'une autonomie communale et d'un règlement spécifique.

Avant la création de l'unité franque en Gaule, le droit romain s'appliquait aux citoyens romains, concurremment aux coutumes d'origine gauloise. S'ils conservèrent leurs propres coutumes[réf. nécessaire], les peuples germaniques qui envahirent la Gaule au Ve siècle ne mirent pas fin aux usages juridiques des Gallo-Romains. Ainsi coexistèrent des normes différentes selon l'ethnie, le statut social et la religion des sujets (personnalité des lois), système qui tomba progressivement en désuétude.[réf. nécessaire]
Quant à l’Église catholique, elle développa le droit canonique qui régissait les matières d'ordre religieux liées aux sacrements, tels que le mariage, et aux institutions ecclésiastiques, tel que le rôle des évêques. L'influence grandissante de l'Église à l'époque mérovingienne visa notamment à adoucir les habitudes du droit barbare, qui se fondait en matière pénale sur la substitution de la vengeance de la victime ou de sa famille à une compensation financière ou a des « preuves » reconnues par la procédure qui reposaient sur l'ordalie, le duel et d'autres formes de « jugements de Dieu ». 
Malgré la condamnation du duel par le Concile de Valence (855), réitérée par le Concile de Latran (1215), cette forme de « preuve » demeura en vigueur très tard (elle suscita l'étonnement des juristes musulmans lors des Croisades). 
À partir du IXe siècle, avec la mise en place du système féodal et l'hérédité des anciennes délégations du pouvoir royal carolingien, les seigneurs deviennent les principaux dispensateurs de la justice civile. Les villes érigées plus tard en communes reprennent cette évolution à leur compte. La justice royale, au sens féodal, n'est réellement en vigueur que sur le domaine royal. La plupart des normes juridiques sont alors le fruit de la coutume[réf. nécessaire], dont il faut prouver la teneur par des témoignages, et « qui restera une source importante du droit jusqu'à la Révolution », et en présence de « jurés » choisis parmi les hommes libres. La justice ecclésiastique profite elle aussi de l'effacement du pouvoir royal pour étendre sa compétence[réf. nécessaire]. Elle renoue au XIIe siècle avec le « droit romain » tel qu'interprété par les juristes, notamment à partir d'une lecture du Code Justinien. Le Décret de Gratien fait unanimement référence dans les officialités.
Jusqu'au XIIe siècle, les seigneurs rendaient presque toujours la justice en personne. Puis, ils ont peu à peu délégué la tenue des assises seigneuriales et des plaids à des officiers - hommes libres dépendant d'eux mais ayant des compétences en matière juridique. À partir du XIIIe siècle et la mainmise de Philippe Auguste sur l'héritage des Plantagenêts (1204), la justice royale commence à s'affirmer de nouveau face à la justice seigneuriale. Les rois capétiens nomment des baillis ou des sénéchaux pour les représenter, et rendre la justice en leur nom dans certains cas royaux, notamment concernant la noblesse. La justice royale s'exerce d'abord au nom du roi, en tant que duc ou comte d'une principauté intégrée au domaine royal. L'union progressive de ces domaines à la couronne (Champagne, Normandie, Maine, Poitou) tend à accentuer le rôle personnel du roi dans l'exercice du droit royal français.
Au XIVe siècle, la justice royale, dont les magistrats sont parfois des clercs, impose à la justice de l'Église de se limiter au seul domaine spirituel (Pragmatique Sanction de Bourges de 1438). Cependant, là où un ecclésiastique est seigneur temporel (les six pairies ecclésiastiques, comtés de Lyon ou de Lisieux, etc.), la justice seigneuriale est exercée au nom de l'évêque ou du chapitre cathédral.
L'épisode de la Guerre de Cent Ans instaure un immobilisme lié à la grande instabilité de la couronne, à la suprématie des grands féodaux que sont, le roi d'Angleterre, les ducs de Bourgogne, d'Orléans, de Bourbon et de Bretagne. Louis XI est le premier roi à vraiment imposer sa volonté royale à l'aristocratie française et à permettre la mise en place des parlements, ouvrant ainsi la période du droit d'Ancien Régime.

## L'ancien droit

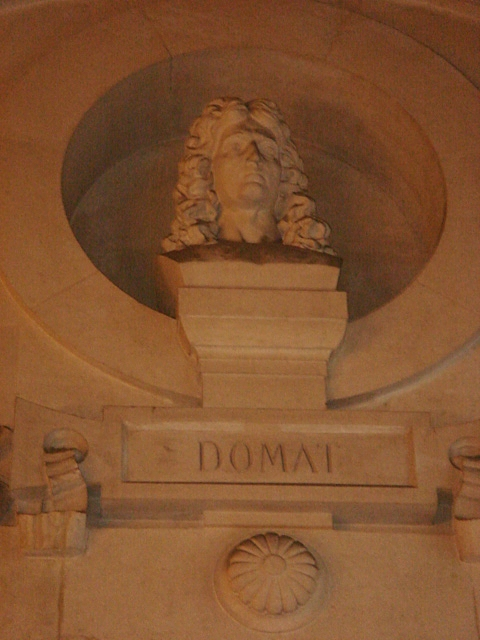
Jean Domat, buste dans le hall de la faculté de droit de Paris-Panthéon.

L'acte fondateur du « droit français », au sens linguistique du terme, est sans doute la décision du roi François Ier de choisir la langue française comme seule langue du droit et de l'administration par l'ordonnance de Villers-Cotterêts (1539, ou « Ordonnance générale sur le fait de la justice, police et finances »). Ce règlement était contemporain de la diffusion de l'humanisme juridique par un courant de juristes (Guillaume Budé, François Douaren, François Hotman, etc.) qui essayaient de développer une meilleure compréhension du Corpus iuris civilis (ou Code justinien). Le latin reste cependant la langue employée dans les facultés de droit. Ce n'est qu'en 1679, avec l'édit de Saint-Germain-en-Laye, que le roi décide officiellement d'employer la langue française pour enseigner le droit. Celui-ci, qui autorise l'enseignement du droit romain à Paris, lequel avait été interdit par le Pape Honorius III au XIIIe siècle, créé également des chaires pour l'enseignement du « droit français contenu dans les ordonnances et dans les coutumes ».
Sur le plan juridique toutefois, il n'existait pas à proprement parler de « droit français » : l'expression elle-même était apparue de manière doctrinale au XVIe siècle pour désigner la branche du droit qui n'était ni le canonique, ni le romain. Son corpus était essentiellement constitué par les ordonnances royales, les coutumes des provinces françaises, et la jurisprudence des Parlements, d'où une grande variété selon les lieux et les personnes. Ce droit ne s'appliquait pas de façon uniforme dans le royaume de France, chaque pays connaissait ses spécificités. Montesquieu, qui défendait l'importance des corps intermédiaires, était ainsi hostile à une uniformisation du droit : « Le mal de changer est-il toujours moins grand que le mal de souffrir ?... Lorsque les citoyens suivent les lois, qu'importe qu'ils suivent la même ? »
Seul le droit public était ainsi doté d'une certaine uniformité (création du domaine public par l'édit de Moulins de 1566), à commencer par une partie de la réglementation de l'économie. Dès 1361, Jean II promulguait ainsi l'ordonnance sur les métiers de la ville de Paris bloquant prix et salaires et interdisant la mendicité. Ce mouvement, lié à l'histoire de la police - entendue alors dans un sens gestionnaire -, culmina avec l'ordonnance de Blois (1579) suivie de la promulgation d'un Code du commerce avec l'ordonnance de Colbert (1673), accompagné du Code noir qui réglementait l'esclavage dans les colonies. Dépassée dès sa conception, cette ordonnance sur le commerce (ou Code Savary) donnait principalement un instantané, certes très incomplet, du droit qu'utilisaient les commerçants entre eux. 

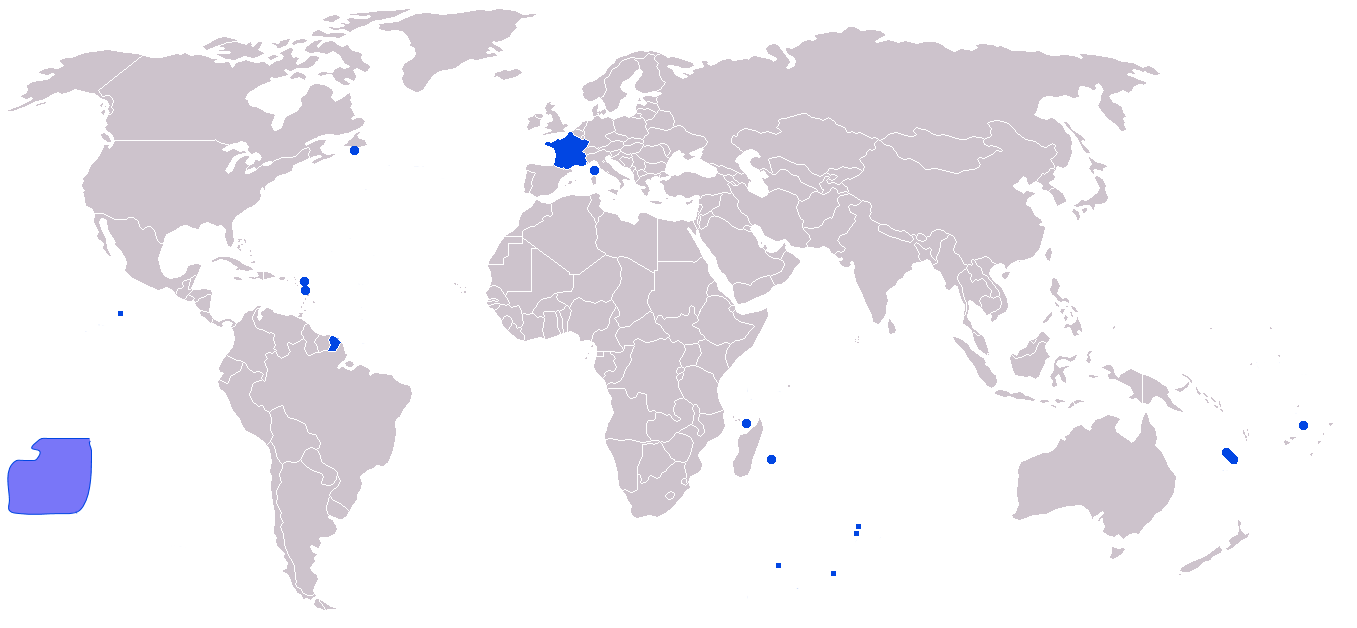
France métropolitaine et d'outre-mer (bleu) : territoire d'application actuel et général du droit français

Parallèlement, l'ordonnance criminelle de 1670 compilait les règles de procédure pénale en vigueur.

## Le droit sous la Révolution
La Révolution entraîna d'importants changements, cette période étant connue sous le nom de « droit intermédiaire ». Ceux-ci s'incarnèrent en particulier par la Déclaration des droits de l'homme et du citoyen de 1789, suivie par celle de 1793, ainsi que les diverses constitutions (Constitution de 1791, puis Constitution de l'an I en 1793, suspendue de fait avec la Terreur et enfin Constitution de l'an III avec comme préambule la Déclaration des droits et des devoirs de l'homme et du citoyen de 1795).
Cet édifice était accompagné d'un mouvement de codification, avec la promulgation du Code pénal de 1791, puis celle du Code des délits et des peines de 1793, qui institue la distinction entre police administrative, chargée de la prévention, et police judiciaire, chargée des enquêtes et de la répression.
Plusieurs lois importantes furent également votées et promulguées, comme la loi des 16 et 24 août 1790 établissant la dualité des ordres de juridiction et créant donc la distinction entre l'ordre administratif, traitant des litiges entre le particulier et l'État, et l'ordre judiciaire, traitant des litiges entre particuliers; ou encore loi autorisant le divorce de 1792.

## Le Code Napoléon et le droit auXIXesiècle
Le coup d'État du 18 brumaire de Bonaparte fut suivi d'un intense travail législatif, à la fois de consolidation de l'œuvre de la Révolution et de réaction face à certaines de ses mesures. 
Ce travail culmina avec la promulgation du Code civil en 1804, qui devait prendre trois ans plus tard, par l'effet d'une loi, le nom de « Code Napoléon » - ce nom lui fut retiré après la Restauration, rétabli sous le Second Empire puis supprimé de fait après la proclamation de la Troisième République. Des travaux préparatoires de codification du droit civil avaient déjà eu lieu sous la Révolution, avec les trois projets de Cambacérès, mais ceux-ci n'avaient jamais pu être adoptés.
Dans la foulée, plusieurs codes furent promulgués par Bonaparte, comme le Code pénal en 1807.
Sous l'influence de la Révolution et la consolidation, sinon la constitution, de l'État-nation moderne, un droit français apparaissait ainsi, au sens moderne du terme, c'est-à-dire désignait l'extension géographique d'application d'un système désormais unifié et codifié, qui se distinguait fortement du common law britannique mais aussi du droit allemand, lequel était également codifié mais était davantage influencé par le ius commune antérieur.

### Le droit civil
Tout au long du XIXe siècle, le Code civil n'évolua guère, mis à part quelques retouches (abrogation du divorce par la loi de 1816, etc.) et quelques légères adaptations par la jurisprudence. Ce n'est qu'avec la consolidation de la Troisième République, et en particulier de 1884 (année d'adoption de la loi rétablissant le divorce, d'une part, et d'autre part de promulgation de la loi Waldeck-Rousseau sur les syndicats), qu'il commença à être modifié, à la fois de façon législative et par interprétation jurisprudentielle. Dans les années 1970, il connaîtra à nouveau une modification importante avec un processus tendant à promouvoir l'égalité des sexes.